# Roberto Infascelli (regista)
Roberto Infascelli (Roma, 11 dicembre 1938 – Francia, 17 agosto 1977) è stato un regista, sceneggiatore e produttore cinematografico italiano.

## Biografia
Roberto Infascelli era figlio del produttore Carlo Infascelli, fratello del produttore Paolo Infascelli, padre del regista Alex Infascelli e zio dell'attore omonimo Roberto Infascelli.
Attivo per un decennio nel panorama cinematografico nazionale con la Primex Italiana, Roberto Infascelli esordì come produttore dei primi spaghetti western del regista Luigi Vanzi per poi aderire al genere poliziottesco.  Da un suo intuito produttivo è nata la lunga e fruttuosa serie dei La polizia... prodotta da lui con la Primex Italiana. I suoi film sono stati la matrice di base del genere ancora oggi vivo nei telefilm . 
Produsse La polizia ringrazia, il primo film della serie La polizia, uscito nel 1972 per la regia di Stefano Vanzina, con Enrico Maria Salerno per la prima volta nel ruolo di commissario, Mario Adorf e Mariangela Melato. Il titolo del film fu storpiato da Paolo Villaggio nel 1976 in Il secondo tragico Fantozzi divenendo La polizia s'incazza. 
Produsse inoltre La polizia sta a guardare nel 1973, di cui fu anche regista, e La polizia chiede aiuto, film diretto da Massimo Dallamano nel 1974 e distribuito all'estero con il titolo internazionale What Have They Done to Your Daughters?. Queste ultime due pellicole furono ambientate nella Brescia degli anni di piombo, rendendo visibili al cinema le tensioni politiche che precedettero la Strage di piazza della Loggia. Per questi primi film della serie La polizia la colonna sonora fu affidata da Infascelli a Stelvio Cipriani. La stessa colonna sonora fu utilizzata prima in La polizia sta a guardare e poi in La polizia chiede aiuto. Quentin Tarantino ha riutilizzato nel film Grindhouse - A prova di morte (2007) la stessa concitata colonna sonora per accompagnare le scene di inseguimento automobilistico sul finale del film, in omaggio al film diretto da Infascelli.
Prima della scomparsa Roberto Infascelli produsse ancora due film con Steno, la commedia italiana Febbre da cavallo con Gigi Proietti e Enrico Montesano e Doppio delitto, un ultimo poliziesco dai toni gialli con Marcello Mastroianni e Ursula Andress. Durante la fase di montaggio di quest'ultimo film, Infascelli perse la vita in un incidente automobilistico in Francia, nel corso dei sopralluoghi per un film d'amore che avrebbe dovuto dirigere e produrre personalmente.
Alla sua cinematografia è stata dedicata una retrospettiva postuma al XII Festival Intercomunale del Cinema Amatoriale nel 2011 a Brescia.

## Filmografia

### Produttore
- Sette a Tebe (1964)
- Un dollaro tra i denti (1967)
- Un uomo, un cavallo, una pistola (1967)
- Lo straniero di silenzio (1968)
- I diavoli della guerra (1969)
- La polizia ringrazia (1972)
- La polizia sta a guardare (1973)
- La polizia chiede aiuto (1974)
- La donna della domenica (1975)
- Febbre da cavallo (1976)
- Doppio delitto (1977)

### Sceneggiatore
- Il clan del quartiere latino (1973)
- La polizia sta a guardare (1973)
- L'ultimo treno della notte (1975)

### Regista
- Luana la figlia della foresta vergine (con lo pseudonimo di Bob Raymond) (1968)
- La polizia sta a guardare (1973)

### Produttore esecutivo
- Schiave bianche (1960)
- Il segreto dei soldati di argilla (1970)